# Cotyledon pendens
Cotyledon pendens ist eine Pflanzenart der Gattung Cotyledon in der Familie der Dickblattgewächse (Crassulaceae). Das Artepitheton pendens stammt aus dem Lateinischen, bedeutet ‚hängend‘ und verweist auf die Wuchsform der Art.

## Beschreibung
Cotyledon pendens bildet viele verzweigte und rasch wachsende Kleinsträucher mit hängenden Stielen aus, welche ohne Blütenstand eine Länge von bis zu 60 Zentimetern erreichen können. Die hängenden Zweige bilden dichte Vorhänge aus. Die dünnen und leicht weißlich bereiften Triebe sind spärlich mit haarigen Drüsen besetzt. An den 7 bis 15 Millimeter auseinander stehenden Knoten werden Verzweigungen gebildet. Die älteren, unteren Äste verholzen und erreichen Durchmesser von bis zu 5 Millimeter. Sie besitzen eine bräunliche und sich ablösende Rinde. Die sukkulenten, elliptischen bis elliptisch-eiförmigen Blätter stehen kreuzgegenständig. Sie sind an der Basis keilförmig geformt und werden 18–25 Millimeter lang, 10–15 Millimeter breit und 7–10 Millimeter dick. Die grau-grüne Blattspreite ist weißlich bereift und drüsig behaart, später sind keine Haare mehr vorhanden. Der gerundete Blattrand ist dunkel rotbraun gefleckt und zur Spitze hin intensiver gefärbt. Der Blattstiel ist 25–30 Millimeter lang.
Der 50–90 Millimeter lange, hängende Blütenstand besteht ist aus einem einfachen Dichasium mit zwei bis vier Einzelblüten, selten mit nur einer Einzelblüte. Es werden ein Paar sich gegenüberliegender Tragblätter ausgebildet, welche abwechselnd mit zwei bis drei kleineren Blätter angeordnet sind. Der behaarte Blütenstandstiel wird 30–40 Millimeter lang und erreicht 2 Millimeter im Durchmesser. Er ist mit einem blattähnlichen Paar linealisch-elliptischer Hochblätter besetzt, die 5–10 Millimeter lang und bis 2,5 Millimeter breit werden. Der behaarte Blütenstiel ist 8–12 Millimeter, manchmal auch bis 18 Millimeter lang. Die dreieckigen, grünen Kelchblätter liegen eng an der Blüte an und werden 5 × 5 Millimeter groß. Die orange-roten Kronblätter sind 40–45 Millimeter lang und 12–13 Millimeter breit und bilden eine bis zu 20 Millimeter lange zylindrische und in der Mitte leicht gewölbte Röhre. Die ausgebreiteten, linealisch bis lanzettlichen Kronzipfel sind 25 × 8 Millimeter groß und leicht länger als die Röhre. 
Es werden zehn aufrechte, gelblich grüne Staubblätter gebildet, die in zwei Windungen stehen. Sie sind 18 bis 20 Millimeter lang und im unteren Drittel mit der Röhre verwachsen. An der Verwachsungsstelle wird ein dichtes Haarbüschel ausgebildet. Die kugelförmigen und gelben Staubbeutel werden 1,5–2,2 Millimeter groß. Die quer länglichen und aufrechten Nektarschüppchen sind gelblich grün und werden 2 × 3 Millimeter groß. Die fünf, sich schlank verjüngenden Fruchtblätter werden 20 Millimeter lang. Die hängende Fruchtkapsel zeigt immer weg von der Felswand.

## Verbreitung und Systematik
Cotyledon pendens ist in der südafrikanischen Provinz Ostkap am Mbashe Fluss verbreitet und nur vom Typstandort bekannt.
Die Erstbeschreibung durch Ernst Jacobus van Jaarsveld wurde 2003 veröffentlicht.

## Nachweise